# Werner Bergengruen
Werner Bergengruen (16 de setembro de 1892 – 4 de setembro de 1964) foi um romancista e poeta alemão do Báltico. Ele foi nomeado para o Prêmio Nobel de Literatura.

## Vida e carreira
Bergengruen nasceu em Riga, que na época pertencia ao Império Russo, na província de Livônia. Depois de crescer em Lübeck e frequentar o Katharineum, começou a estudar teologia em Marburg em 1911. Mais tarde, ele mudou para o estudo de germanística e história da arte, mas não conseguiu se formar; ele então se mudou para Munique. Ele serviu como tenente durante a Primeira Guerra Mundial e ingressou no Baltische Landeswehr em 1919 para lutar contra os bolcheviques.
Em 4 de outubro de 1919, casou-se com Charlotte Hensel (1896-1990), descendente do compositor Fanny Mendelssohn e filha do matemático Kurt Hensel. Do casamento, havia quatro filhos, Olaf, Luise, Maria e Alexander.
Bergengruen começou a escrever romances e contos em 1923 e decidiu se tornar um escritor em tempo integral em 1927. Enquanto seus trabalhos anteriores eram de natureza mais contemplativa e ponderavam questões metafísicas e religiosas, a ascensão dos nazistas ao poder o levou a escrever mais obras políticas. Seu romance de maior sucesso, Der Großtyrann und das Gericht, publicado em 1935, é ambientado na era renascentista, mas a história de um tirano impiedoso brincando com as fraquezas de seus subordinados era frequentemente vista como uma alegoria clara da situação política da Alemanha. Essa interpretação é duvidosa, pois a maior parte do romance foi escrita antes da aquisição nazista em 1933. Em 1936, Bergengruen foi recebido na Igreja Católica. No mesmo ano, ele se mudou para Munique; seu novo vizinho era Carl Muth, editor do mensal católico Hochland. Em 1937, ele foi expulso do Reichsschrifttumskammer por não estar apto a contribuir para a cultura alemã. Embora Bergengruen fosse politicamente um conservador ferrenho, seu catolicismo — assim como o fato de sua esposa ser parte da herança judaica — contribuíram para sua alienação do regime nazista.
Em 1942, depois que sua casa em Munique foi destruída por bombas, Bergengruen se mudou para Achenkirch. Após a Segunda Guerra Mundial, ele viveu na Suíça, Roma e, finalmente, Baden-Baden, onde morreu em 1964.

## Livros
- "Rome remembered." (Transl. German: "Römisches Erinnerungsbuch") Introduced by Clare Boothe Luce. Translated by Roland Hill. 40 color plates by Erich Lessing; 57 engravings by G. B. Piranesi. New York: Herder and Herder, 1968 (ISBN 978-022-397663-4).
- "A Matter of Conscience." New York: Thames & Hudson, 1952. Review: Books: Morality Whodunit, TIME May 12, 1952 (ISBN 978-086-922740-4).